# Pseudobiosteres blaciformis
Pseudobiosteres blaciformis är en stekelart som beskrevs av Hedwig 1961. Pseudobiosteres blaciformis ingår i släktet Pseudobiosteres och familjen bracksteklar. Inga underarter finns listade i Catalogue of Life.